# BB Radio
BB Radio est une radio privée allemande de Berlin et du Land de Brandebourg.

## Programme
BB Radio propose un programme généraliste envers les adultes contemporains et joue les succès du moment ainsi que des années 2000 et 2010. Il est principalement axé sur le Brandebourg, où la radio dispose de six fréquences.
La couverture locale des différentes régions de Berlin et de Brandebourg est un autre axe du programme. Les informations et de nombreux bulletins couvrent toutes les régions des fréquences, grâce à un réseau dense de journalistes locaux.
Le 30 août 2011, BB Radio lance un site Internet proposant des webradios spécifiques et un site d'information locale.

## Réception
La zone de couverture s'étend sur Berlin et le Land de Brandebourg.
| Fréquence | Région                   | Émetteur                   | Puissance |
| --------- | ------------------------ | -------------------------- | --------- |
| 107,5 MHz | Berlin et Potsdam        | Wannsee-Schäferberg        | 13 kW     |
| 104,3 MHz | Prignitz et Ruppin       | Buchholz-Klein Woltersdorf | 100 kW    |
| 107,8 MHz | Pays de l'Oder           | Booßen                     | 30 kW     |
| 103,7 MHz | Pays de l'Oder           | Diehlo                     | 0,63 kW   |
| 107,2 MHz | Basse-Lusace             | Calau                      | 100 kW    |
| 90,9 MHz  | Brandebourg-sur-la-Havel | Rhinow                     | 0,8 kW    |
| 105,0 MHz | Brandebourg-sur-la-Havel | Krahne                     | 3 kW      |
| 107,9 MHz | Nord-est                 | Oranienburg-Zehlendorf     | 5 kW      |
| 95,4 MHz  | Nord-est                 | Oranienburg-Zehlendorf     | 1,25 kW   |
| 102,1 MHz | Nord-est                 | Casekow-Luckow             | 10 kW     |

## Audience
Selon Media-Analyse, durant le second trimestre 2014, BB Radio est la radio leader du Brandebourg avec 982 000 auditeurs quotidiens.

## Actionnaires
Les deux actionnaires principaux de BB Radio sont pour moitié :
- Burda Broadcast Media GmbH & Co. KG, Munich
- Studio Gong GmbH & Co. Studiobetriebs KG, Munich

## Sociétés affiliées
- IR MediaAd GmbH
- Radio Teddy